# 伊東あずさ
伊東 あずさ（いとう あずさ、1975年8月12日 - ）は、フリーアナウンサー。
神奈川県横浜市生まれ。日本大学芸術学部放送学科を卒業後、1999年に宮崎放送にアナウンサーとして入社。2003年に退社し、スーパー☆マンエンターテインメントに所属。東京でフリーアナウンサーとして活動している。

## プロフィール
- 特技：書道、犬のマッサージ
- 趣味：ダイビング、旅、ジェットコースター

## 現在の出演番組
- TBS「はなまるマーケット」はなまるアナ
- JFN系列FM25局ネット「梶原しげるのNEXT ONE」ニュース＆スポーツ担当

## MRT時代の出演番組
- エクスプレス
- おはよう!グッデイ以上宮崎からの中継担当
- 「生スタ955」
- 「ゴジヤジ」
- 歌のない歌謡曲（ラジオ）